# Юты

Полуостров Ютландия, родина ютов

Юты (дат. Jyde, др.-англ. Ēotas, лат. Iuti или лат. Iutæ) — древнегерманское племя, населявшее в начале нашей эры названный в честь него полуостров Ютландия (лат. Cimbria, Iutia, Iutlandia) и части побережья Северной Фризии, состоящего из материковой части современной Дании и регионов Южный Шлезвиг и Северная Фрисландия современной Германии.
Юты частично переселились вместе с англами, саксами и фризами в Британию после ухода оттуда римлян, поселившись в Кенте, на юге Гэмпшира и на острове Уайт, оставшиеся растворились в переселившихся в Ютландию данах.
Юты вторглись и поселились в Англии в конце IV века в период Великого переселения народов, как часть более широкой волны германской миграции в Британию. Согласно Беде, они были одной из трёх самых могущественных германских наций, наряду с англами и саксами. Переход в христианство у ютов состоялся в IX веке. Юты внесли немаловажный вклад в древнеанглийский язык, в особенности их наречия сказались на кентском диалекте английского языка. Предполагается, что часть ютов переселились в Саво, историческую провинцию на востоке Финляндии, поскольку финская фамилия Юутилайнен (англ. Juutila) происходит от слова «юутти», финского наименования ютов.

## Заселение юга Британии

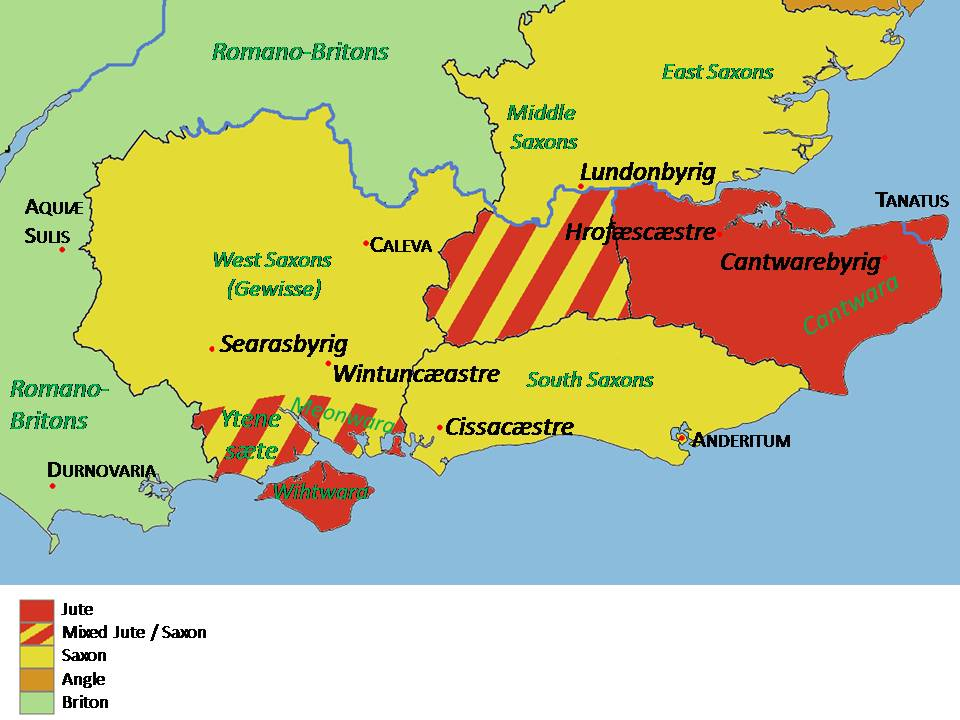
Земли ютов в Британии к 575 г.

В период после ухода римлян Англию стали заселять германские племена. «Англосаксонская хроника» содержит то, что историки считают легендами об англосаксонском заселении Британии.
«Англосаксонская хроника» описывает, как братья Хенгист и Хорса в 449 году были приглашены кельтским королём Вортигерном для помощи в борьбе с пиктами. Они высадились в Виппидсфлите (деревня Эббсфлит на берегу залива Пегуэлл) и начали успешную войну против пиктов. Для её продолжения Хенгист и Хорса отправили сообщение домой в Германию с просьбой о помощи и получили её. Так, саксы заселили Эссекс, Сассекс и Уэссекс; юты — Кент, остров Уайт и Хэмпшир; а англы — Восточную Англию, Мерсию и Нортумбрию.
«Англосаксонская хроника» также указывает Витгара и Стуфа, племянников короля Кердика, которые получили во владение остров Уайт от своего дяди, и человека по имени Порт как основателя королевства Меонвара в южном Хэмпшире. В 686 году Беда пишет, что Ютский Хэмпшир (англ. Jutish Hampshire) простирался до западной окраины Нью-Фореста, однако похоже, что Беда к ютам причислил родственный им народ Итене (англ. Ytene), и нет уверенности в том, что эти две территории сформировал непрерывный прибрежный блок.
В своей «Церковной истории народа англов» Беда писал:

Они вышли из трех сильнейших германских племен — саксов, англов и ютов. Жители Кента и Векты происходят от ютов, как и обитатели земель напротив острова Векты в провинции западных саксов, до сих пор называемые народом ютов.
Оригинальный текст (англ.)Those who came over were of the three most powerful nations of Germany—Saxons, Angles, and Jutes. From the Jutes are descended the people of Kent, and of the Isle of Wight, and those also in the province of the West Saxons who are to this day called Jutes, seated opposite to the Isle of Wight.
— Беда, 1.15
До VII века не хватало современных письменных источников о прибытии англосаксов. Большинство известных нам источников были созданы через несколько сотен лет после событий. Более ранние даты начала заселения, указанные в «Англосаксонской хронике», не подтверждаются археологами. Из-за отсутствия письменных источников до VII века историкам сложно составить окончательную историю. Одна из гипотез, альтернативных легенде о переселении ютов, основанная на археологических раскопках, предполагает, что из-за того, что ранее заселённые участки на фризском и северогерманском побережьях стали непригодными для проживания в результате наводнения, произошла массовая миграция семей и общин в Британию. Британцы предоставили беженцам землю для поселения в обмен на мирное сосуществование и военное сотрудничество. Вероятно, что юты изначально заселили Кент, а уже оттуда стали переселяться на остров Уайт и южный Хемпшир, а также, возможно, территории вокруг Гастингса в Восточном Суссексе (хестингас).

### Мерсия и южные саксы
Король Хлотхер правил Кентом с 673/4 года. В 676 году король Мерсии Этельред вторгся в Кент:

В год от воплощения Господа 676-й король мерсийцев Эдильред опустошил Кент во главе грозного войска, разоряя церкви и монастыри без всякого уважения к вере и без страха Божьего. Разорил он и Хроф…
Оригинальный текст (англ.)In the year of our Lord's incarnation 676, when Ethelred, king of the Mercians, ravaged Kent with a powerful army, and profaned churches and monasteries, without regard to religion, or the fear of God, he among the rest destroyed the city of Rochester.
— Беда, 4.12
В 681 году король Мерсии Вульфхер продвинулся в южный Хэмпшир и на остров Уайт. Вскоре после этого он отдал остров Уайт и Меонвару Этельвилу из Сассекса.
В Кенте Эдрик какое-то время был соправителем вместе со своим дядей Хлотхером, но в конце концов, Эдрик восстал против своего дяди и примерно в 685 году с помощью южных саксов смог убить Хлотхера и стать единоличным правителем Кента [17].

### Вторжение западных саксов
В 680-х годах Королевство Уэссекс было на подъёме, союз между южными саксами и мерсийцами и их контроль над южной Англией оказывал давление на западных саксов. Их король Кэдвалла, вероятно, обеспокоенный влиянием Мерсии и Суссекса в Южной Англии, завоевал земли южных саксов и захватил ютские районы в Хэмпшире и на острове Уайт. Беда описывает, как Кэдвалла жестоко подавлял южных саксов и пытался вырезать ютов на острове Уайт и заменить их людьми из «своей собственной провинции», но утверждал, что тот не смог этого сделать, и юты оставались большинством на острове.

Захватив власть над королевством гевиссеев, Кэдвалла овладел также островом Векта, который до тех пор был целиком языческим, и вознамерился безжалостно истребить всех его жителей и заменить их людьми из своего королевства.
Оригинальный текст (англ.)AFTER Coedwalla had possessed himself of the kingdom of the Gewissae, he also took the Isle of Wight, which till then was entirely given over to idolatry, and by cruel slaughter endeavoured to destroy all the inhabitants thereof, and to place in their stead people from his own province…
— Беда, 4.16
Кэдвалла убил Арвальда, короля острова Уайт. Два младших брата Арвальда, которые были наследниками престола, сбежали с острова, но были схвачены в Стоунхэме (Хэмпшир) и убиты по приказу Кэдваллы. Затем остров Уайт находился под постоянным контролем западных саксов, а Меонвара была присоединена к Уэссексу. В 68 году Кэдвалла вторгся в Кент, король Эдрик Кентский был убит и Кэдвалла назначил новым правителем Кента своего брата Мула. Однако уже через год Мул и двенадцать его сподвижников были сожжены восставшими кентишменами. В 688 году Кэдвалла отрёкся и новым королём Уэссекса стал Ине. Он заключил с мятежным Кентом мирный договор, по которому получил тридцать тысяч фунтов в качестве вергельда за убийство Мула в обмен на восстановление независимости Кента.

## Влияние и культура
Когда примерно в середине V века юты основали своё королевство Кент, римские обычаи и влияние всё ещё были сильны в Британии. Так, город Кентербери, в VI веке ставший резиденцией кентского короля Этельберта, был основан как римское поселение Дуровернум Кантиакорум (лат. Durovernum Cantiacorum, а население Кента было описано как Cantawara, германизированная форма от латинского Cantiaci.
Хотя не все историки принимают схему Беды Достопочтенного по разделению Британии на районы англов, ютов и саксов как совершенно точную, археологические данные указывают на то, что жители западного Кента в культурном отношении отличались от населения восточного Кента. Западный Кент разделял «саксонские» характеристики своих соседей на юго-востоке Англии. Броши и брактеаты, найденные в восточном Кенте, на острове Уайт и южном Хэмпшире, с середины V до конца VI века демонстрировали сильное влияние франков и Северного моря по сравнению с северогерманскими стилями, найденными в других местах англосаксонской Англии. Существует дискуссия о том, кто создал украшения (найденные на археологических раскопках Кента). Предложения включают ремесленников, прошедших обучение в римских мастерских северной Галлии или Рейнской области. Также возможно, что эти ремесленники развили свой собственный индивидуальный стиль. К концу VI века инвентарь указывает на то, что Западный Кент перенял самобытную материальную культуру Восточного Кента.
Франкская принцесса Берта прибыла в Кент около 580 года, чтобы выйти замуж за короля Этельберта Кентского. Берта уже была христианкой и привезла с собой епископа Лиудгарда. Этельберт специально для супруги перестроил старую романо-британскую постройку в христианский храм и посвятил его святому Мартину, что позволило Берте и дальше исповедовать христианскую веру. В 597 году Папа Григорий I послал в Кент монаха-бенедиктинца Августина с миссией по обращению англосаксов. Есть предположения, что Этельберт, первый из англосаксонских правителей принявших крещение, на момент приезда папской миссии уже крестился.
В это время было введено упрощённое христианское захоронение. Могилы христиан обычно располагались с востока на запад, в отличие от языческих захоронений, за некоторыми исключениями. Отсутствие археологических свидетельств захоронения в земле англо-саксонского племени хестингас рассматривается как подтверждение гипотезы о том, что там проживали христиане-юты, мигрировавшие из Кента. В отличие от Кента, на острове Уайт евангелизация была проведена только в 686 году, так что остров стал последним районом англосаксонской Англии принявшим христианство.
Юты использовали систему частичного наследования, известную как «гавелкайнд», которая в Кенте практиковалась вплоть до XX века. Обычай «гавелкайнд» также существовал и в других районах, населённых ютами. В Англии и Уэльсе «гавелкайнд» был отменён Законом об управлении имуществом 1925 года, до этого все земли в Кенте относились к «гавелкайнду», пока не было доказано обратное. Возможная причина, по которой «гавелкайнд» сохранялся так долго, связана с «Легендой о Суонскомбе», согласно которой Кент заключил сделку с Вильгельмом Завоевателем, по которой он позволил им соблюдать местные обычаи в обмен на признание его власти.

### Комментарии
1. ↑  Ytene — родительный падеж множественного числа от Yt, означающий "Jute", то есть "of the Jutes" (в переводе с англ. — «из ютов»).[11]
2. ↑  Заметным исключением являются труды Гильды Премудрого.
3. ↑  Некоторые охарактеризовали этот акт как «этническую чистку». Историк Робин Буш был назван в исторический передаче BBC Radio 4 "Who were the Jutes" (2008) как главный защитник этого утверждения.[24]
4. ↑  Некоторые древние источники предполагают, что франки могли когда-то владеть Кентом.[33][34][35]
5. ↑  Например, в районе Восточного Сассекса, который стал частью рейпа Гастингс[англ.] и был занят людьми, известными как «Хестингас»[46]